# Joan Pich i Santasusana
|  | "Joan Pich" redirigeix aquí. Per al polític català, vegeu Joan Pich i Pon. |

Joan Pich Santasusana (Sant Andreu de Palomar, Barcelona, 23 d'octubre de 1911 - Badalona, Barcelonès, 9 de juliol de 1999) fou un músic català, germà d'Antònia Pich Santasusana. Destacà com a violoncel·lista, compositor, pedagog i director d'orquestra. També ocupà diversos càrrecs, entre els quals els de director del Conservatori Superior Municipal de Música de Barcelona (1964-1977) i del Conservatori Professional de Música de Badalona.

## Biografia
Joan Pich començà els estudis musicals oficials als vuit anys a l'Escola Municipal de Música. Hi estudià violoncel, piano, harmonia, contrapunt, fuga, composició i instrumentació amb els mestres Alfonso, Quintas, Enric Morera i, particularment, amb Blanca Selva. Posteriorment, va estudiar en el Conservatori Municipal de música de Barcelona juntament amb Maria Teresa Monclús i Marquès, Carles Pellicer i E. Zamacois. Subvencionat per la Generalitat en temps de la II República, estudià direcció d'orquestra amb Hermann Scherchen a Ginebra (Suïssa).
Ingressà als quinze anys, com a violoncel·lista, a l'Orquestara Pau Casals participant a nombrosos concerts. Fou director de l'Associació Musical del districte IX de Barcelona (1930), de l'Institut Orquestral de l'Associació Obrera de Concerts (1934), dels Estudis Musicals Blanca Selva (1934) i de l'Orquestra Simfònica de Ràdio Associació de Catalunya (1937). També l'any 1933, per jubilació del mestre Josep Maria Comella, és nomenat director de l'Orfeo l'Eco de Catalunya. El 1934 aconseguí per concurs-oposició la plaça de professor d'Educació Musical a l'Ajuntament de Barcelona i el 1950, també per concurs-oposició, la càtedra d'Harmonia i Contrapunt al Conservatori Superior Municipal de Música de Barcelona. L'any 1941 es casa amb la poetessa i locutora badalonina Maria Escrihuela. L'any 1956 li va ser concedit el Premio Nacional Román García Sanz de direcció de Bandes de Música Civils.
Posteriorment fou director del Conservatori Superior Municipal de Música de Barcelona (1966-77) i del Conservatori Professional de Música de Badalona (1980), del qual en fou fundador i professor de violoncel, harmonia, contrapunt, fuga i composició.
També va ser director de les orquestres: Simfònica i Filharmònica de Barcelona, Filharmònica de Las Palmas de Gran Canaria, simfònica de Ràdio Nacional d'Espanya, de la Banda Municipal de Barcelona i de l'Orquestra de Cambra Joan Macià, de Barcelona.
Dirigí nombroses orquestres, entre les quals: Nacional, Ciutat de Barcelona, Simfònica de Madrid, Simfònica de Ginebra, Simfònica del Gran Teatre del Liceu, Simfònica Catalana, Simfònica de València, Municipal de Valladolid, Simfònica de la Ciutat de Mallorca, Clàssica de Madrid i Banda Municipal de Madrid. En concerts simfònico-corals dirigí els cors: Orfeó Català, Orfeón Pamplonés, Massa Coral de Madrid, Orfeó Gracienc, Orfeó de Sants, Capella Clàssica Polifònica i Orfeó L'Eco de Catalunya, del qual també fou director titular.
Estrenà obres de Joaquín Rodrigo, Salvador Bacarisse, Joaquim Zamacois, Xavier Montsalvatge, Frederic Mompou, A. Vitalini, V. Asensio, Antoni Torrandell, A. Borguñó, R. Serrat, M. Parada. J. Mas Porcel, Leonora Milà, E. Muñoz Gomis, J. Bernet i J. Català.
Presidí i formà part de jurats internacionals i nacionals de composició i d'interpretació musical a Barcelona, Madrid, Suïssa, França i Itàlia.
Fou acadèmic corresponent a Barcelona de la Real Academia de Bellas Artes de San Fernando. També corresponent a Badalona de la Reial Acadèmia de Belles Arts de Sant Jordi de Barcelona i membre d'honor del Patronat de Música de Badalona.
L'any 1953 protagonitzà la pel·lícula Concierto Mágico, on s'interpretava a si mateix dirigint l'Orquestra Filharmònica de Barcelona de la qual era el director titular. El film fou rodat en gran part dins el Palau de la Música Catalana.
Joan Pich és autor d'una exhaustiva Enciclopedia de la música, així com de diverses composicions musicals.
L'Ajuntament de Badalona va dedicar-li un carrer i va instaurar les Beques Mestre Joan Pich i Santasusana per atorgar ajuts a exalumnes del Conservatori que han cursat estudis de grau mitjà i volen completar els seus estudis superiors a l'estranger o en altres indrets de l'Estat. L'Ajuntament de Barcelona va posar el nom de Mestre Pich Santasusana a l'Escola Municipal de Música de Sant Andreu de Palomar, on havia nascut. És enterrat al Cementiri de Collserola.

## Obres

### Solos
- Silfo (1962). Flauta. Estrena: Düsseldorf 1963. (J. Amdreu)
- Preludi 78 (1978). Piano. Estrena: Vilanova i la Geltrú 1979. (L. Maffiotte)
- Tema amb variacions Núm. 2 (1979). Piano. Estrena: Granollers 1980. (L. Maffiotte)
- Adagio i allegro (1981). Piano. Estrena: Granollers 1980. (L. Maffiotte)
- Adagio i allegro (1981). Piano. Estrena: Barcelona (1982). (M. Carbonell)
- Jugant amb un tema popular català (1985). Clavicèmbal. Estrena: Barcelona 1985. (M. Ribera)

### Música de cambra
- Tres notes (1983). Violoncel i piano. Estrena: Barcelona 1983. (P. Busquets, J. Massià)
- Dos duos (1985). 2 violoncels
- Arioso (1941). Piano i violí. Estrena: Barcelona 1943. (J. Alós, A. Pich)
- Íntima (1954). Piano i violí. Estrena: Badalona 1957. (J. Trota, A. Pich)
- Glosa al arrorró canario (1948). Piano i violoncel. Estrena: Badalona 1977. (L. Ara, Tordesillas)
- Tema amb variacions Núm. 1 -Homenatge a Bartók- (1977). 2 violins. Estrena: Madrid 1978. (P. Koltiarskaya, F. Comesaña). (Enregistrament per R.N.E.)
- Scherzo per a quartet de fusta (1934). Flauta, clarinet i 2 fagots
- Plany (1934). Violí, piano; també per orquestra de corda. Estrena: Barcelona 1935. (E. Coëmans, I. Martí Colín)
- Melodia (1956). Violí i piano. Estrena: Madrid 1949. (J. Fernández, J. Berna)

### Vocal
- Esplai (1926). Text: Ignasi Iglésias. Soprano i piano. Estrena: Barcelona 1935. (P.Gibert, J. Tomàs)
- Tres roses (1930). Text: S. Solà. Soprano i piano. Estrena: Barcelona 1935. (M. C. Aimat, P. Vallribera)
- Cançó del matí (1935). Text: M. Faura. Soprano i piano; també veu i orquestra de corda. Estrena: Barcelona 1938. (M. Plantada, M. Campmany)
- Cançó del moliner (1934). Text: E. Graells. Soprano i piano; també veu i orquestra de corda. Estrena: Barcelona 1954. (E. Tarrés, M.T. Balcells)
- A la verge (1930). Text: J. Verdaguer. Soprano i piano. Estrena: Barcelona 1930. (A. Pera, J. Camarasa)
- Cançó d'un desig frustrat (1935). Text: J. Arús. Soprano i piano. Estrena: Barcelona 1933. (M. Plantada, E. Garreta)
- Mentidera enjogassada (1940). Text: E. Saleta. Soprano i piano; també veu i orquestra de corda. Estrena: Barcelona 1942. (M. Madurell, Antonia Pich)
- Canta la serva (1937). Text: R. Vinyes. Soprano i piano; també veu i orquestra de corda. Estrena: Barcelona 1938. (M. Plantada, M. Campmany)
- Nova cançó de Magalí (1940). Text: J. Arús. Soprano i piano; també veu i orquestra. Estrena: Barcelona 1941. (C. Gombau, R. Gálvez)
- Potser sí! (1937). Text: S. Solà. Tenor i piano. Estrena: Badalona 1945. (G. Renom, R. Mir)
- Si jo fos poeta (1930). Text: J. Pich. Soprano i piano. Estrena: Barcelona 1934. (C. Gombau, I. Marí Colin)
- Andaluza (1939). Text: M. Hernández. Soprano i piano; també veu i orquestra. Estrena: Badalona 1940. (A. Rosado, F. Ramírez)
- Albada (1936). Text: J. Pich. Soprano i piano; també veu i orquestra de corda. Estrena: Barcelona 1938. (M. Madurell, A. Pich)
- Ral ralet (1937). Text: J. Carner. Soprano i piano; també veu i orquestra. Estrena: Barcelona 1938. (M. Plantada, A. Garreta)
- La nit vivent (1936). Text: J. Arús. Soprano i piano; també veu i orquestra de corda
- Cançó de bressol (1942). Text: Maria Escrihuela. Soprano i piano; també veu i orquestra. Estrena: Barcelona 1944. (M.T. Fius, A. Pich)
- Maternitat (1937). Text: J. Arús. Soprano i piano. Estrena: Barcelona 1953. (E. Tarrés-M.R. Alcaraz)
- Sensació de febrer (1937). Text. J. Arús. Soprano i piano. Estrena: Barcelona 1938. (P. Rufí…)
- Nocturn mariner (1946). Text: Maria Escrihuela. Soprano i piano; també veu i orquestra. Estrena: Barcelona 1948. (M.T. Fius, A. Pich)
- Neu (1937). Text: J. Arús. Soprano i piano. Estrena: Barcelona 1938. (P. Rufí, E. Garreta)
- Nocturn aranès (1939). Text: popular aranès. Soprano i piano
- Déu vos salve Maria... deies (1975). Text: T. Roig i Llop. Soprano i piano; també veu i orquestra de corda (versió M. Oltra). Estrena: Barcelona 1976. (G. Renom, J. Pich)
- Cercles màgics (1973). Text: Maria Escrihuela. Soprano i piano. Estrena: Barcelona 17/4/83. (M.C. Bustamante, M. Gracía Morante)
- La mare i el mar (1943). Text: J. Arús. Soprano i piano; també veu i orquestra. Estrena: Badalona 1954. (A.M. Roca, C. callao)
- Del meu ventall (1978). Text: M. Font. Soprano i piano. Estrena: Madrid 1979. (M.C. Bustamante, A. Soler)
- Seis canciones hispánicas (1968)
  - Cantigas Gallegas (1966). Ed.: Clivis
  - Cantigas de vellas (1966). Text: Valle-Inclán. Soprano i piano. Estrena: Pontevedra 1967. (D. Caba, A.M. Gorostiaga). Ed.: Clivis
  - Ilusión del frío (1944). Soprano i piano; també veu i orquestra de corda. Text: R.J. Salvia. Estrena: Badalona 1975. (V. dels Àngels, M. Zanettio. Ed.: Clivis
  - Romancillo quebrado (1947). Text: R.J. Salvia. Soprano i piano; també veu i orquestra. Estrena: Barcelona 1953. (R.Barbany, M. Alonso). Ed.: Clivis
  - Cançó a l'amiga (1936). Text: E. Saleta. Soprano i piano; també veu i orquestra de corda. Estrena: Barcelona 1939. (M. Madurell, A. Pich). Ed.: Clivis
  - Les cireres (1946). Text: F. Alfonso Orfila. Soprano i piano. Estrena: Barcelona 1946. (C. Alfonso, A. Pich). Ed.: Clivis
- El viento de la montaña (1939). Text: R.J. Salvia. Soprano i piano. Estrena: Barcelona 1939. (M. Madurell, A. Pich)
- La nieve cubre el tejado (1939). Text: R. J. Salvia. Soprano i piano. Estrena: Barcelona 1939. (M. Madurell, A. Pich)
- Misiva luminosa (1939). Text: R.J. Salvia. Soprano i piano; també veu i orquestra. Estrena: Las Palmas de Gran Canaria 1947. (S. Morales, J.Pich)
- La vela blanca (1981). Text: Maria Escrihuela. Cor mixt
- Mar endins hi ha una cançó (1976). Text: Maria Escrihuela. Cor mixt. Estrena: Barcelona 1981. (Orfeó Gracíenc; director: Pérez Simó)
- La Rambla de les Flors (1974). Text: R. Buhigas. Cor mixt. Estrena: Esplugues 1973. (Orfeó Enric Morera; dir.: A. Coll). Ed.: Clivis
- Himne de la unió (1978). Text: J. Gual Lloberas. Cor, piano. Estrena: Badalona 1948. (E. Martells, Orfeó Badaloní; dir.: J. Guillén)
- Himne del club de lleons de Barcelona (1970). Text: J. Jurado Morales. Baríton; cor, piano. Estrena: Barcelona 1970. (F. Chico, A.M. Pinto)
- Aquarel·la (1973). Text: Maria Escrihuela. Cor d'homes. Estrena: Sant Just Desvern 1973. (Cor Pom de Flors; dir.: A. Coll)
- Cant a Pompeu Fabra (1986). Text: J. Casellas. Cor mixt. Estrena: Badalona 1986. (Coral Badalonense; dir.: A. Escalada)

### Orquestra
- De la nostra vida (1935). Quadre simfònic. Enregistrat a Ràdio Ginebra. (Orquestra Simfònica de Ginebra)
- Glosa al arroró canario (1948). Violoncel i orquestra. Estrena: Las Palmas 1948. (Violoncel: Joan Pich Santasusana, Orquestra Filarmónica de las Palmas; dir: L. Prieto)
- Tristesa (1940). Violoncel i orquestra de corda. Estrena: Barcelona 1981. (Violoncel: Pere Busquets, Orquestra: Joan Massià; director: Joan Pich Santasusana)
- Adante cantabile (1937). Vilolí i orquestra de corda. Estrena: 1937. (E. Bocquet i l'Orquestra de Ràdio Associació de Catalunya; director: Joan Pich Santasusana)
- Melodia (1957). Violoncel i orquestra de corda. Estrena: Badalona 1958. (J. Trotta, Orquestra Solistes de Barcelona; dir.: D. Ponsa)
- Adagi (1944). Oboè i orquestra de corda. Estrena: Badalona 1957. (D. Segú, Orquestra Solista de Barcelona; dir.: D. Ponsa)

### Sardanes per a cobla
- Nostres illes (1934). Estrena: Barcelona 1934 (Cobla Barcelona). Estrena de la versió per banda, 1937. (Banda Militar d'Enginyers; dir.: J.M. Roma)
- Sant Jeroni de la Murtra (1975). Estrena: Cobles: Ciutat de Barcelona, La Principal de la Bisbal, Ciutat de Girona. Ed.: Farreny
- La Farella de Llançà (1978). (Cobla Conservatori)
- La Font de la Matraca (1981). Estrena: Sort 1981 amb motiu de la inauguració del monument al general Moragues. (Cobla Tàrrega)
- Mestraló d'estiu (1979)
- Tot segant (1980)
- El petit Jordi (1980). Ed.: Farreny
- Joan Antoni (1980)
- La Vall del Gés (1980)
- Els Plans de Boabi (1980)
- La Creu de l'Arc (1981)
- L'arbre de Llançà (1982)
- La sardana de la joventut (1982)
- Homenatge a Picasso
- Ofrena a Olot (1986)
- Des del Puigsacalm (1986). Estrena: Olot 1986. (Cobla La Principal de la Bisbal)

### Vocal i orquestra
- Tenari (1985). Cor mixt, cobla. Estrena: Barcelona 1986. (Orfeó Gracienc, Orfeó de Sants, Cobla Ciutat de Barcelona. director: Joan Pich Santasusana)

## Discografia
- La Rambla de les Flors. Orfeó Enric Morera; dir.: A. Coll. Hispavox
- Sant Jeroni de la Murtra. Cobla Ciutat de Barcelona. dir.: S. Elias. Quality Dq 2000. Belter
  - La farella de Llançà
  - Tot segant
  - Mestraló d'estiu
  - El petit Jordi
  - Belter